# Флаг Нефтегорского городского поселения
Флаг муниципального образования Нефтего́рское городское поселение Апшеронского района Краснодарского края Российской Федерации — опознавательно-правовой знак, служащий официальным символом муниципального образования.
Флаг утверждён 30 мая 2012 года решением Совета Нефтегорского городского поселения № 167/1 и внесён в Государственный геральдический регистр Российской Федерации с присвоением регистрационного номера 7994.

## Описание
«Прямоугольное полотнище с отношением ширины к длине 2:3, воспроизводящее композицию герба Нефтегорского городского поселения Апшеронского района в синем (голубом), зелёном, чёрном, белом и жёлтом цветах».
Геральдическое описание герба гласит: «В лазоревом, зелёном и чёрном поле, дважды пересечённом серебряными вызубренными подобно краю еловой кроны тонкими опрокинутыми и вписанными ленкавицами — вверху, в лазоревой части, золотой орёл, летящий вправо с воздетыми и распростёртыми крыльями, а внизу, поверх второй ленкавицы — золотое пламя».

## Обоснование символики
Флаг языком символов и аллегорий отражает исторические, культурные и экономические особенности городского поселения.
Зелёная, дважды изломанная, полоса символизирует природу, плодородие, жизнь, здоровье, покрытые зелёными лесами горы Кавказа.
Синий цвет (лазурь) символизирует чистое небо честь, искренность, добродетель, возвышенные устремления.
Чёрная нижняя полоса аллегорически указывает на добычу нефти на территории поселения. Чёрный цвет символизирует мудрость, постоянство.
Изображение золотого орла указывает на наличие данных орлов в окрестностях поселения и является символом храбрости, силы, мужества, свободы и величия.
Изображение пламени аллегорически указывает на природный газ, добыча которого является одной из экономических составляющих Нефтегорского городского поселения.
Жёлтый цвет (золото) — символ величия, богатства и процветания, прочности, достатка.
Узкие, дважды изломанные, белые полосы, в виде еловых крон, аллегорически указывают на многочисленные горные реки и символизируют экологическую чистоту окружающей природы.
Белый цвет (серебро) символизирует мудрость и совершенство.